# Ходуня
Ходуня (укр. Ходуня) — село,
Пустогородский сельский совет,
Глуховский район,
Сумская область,
Украина.
Код КОАТУУ — 5921585204. Население по переписи 2001 года составляло 2 человека .

## Географическое положение
Село Ходуня находится на правом берегу реки Ходуня, которая через 2 км впадает в реку Смолянка,
ниже по течению на расстоянии в 2 км расположено село Смыкаревка.
На расстоянии в 1,5 км расположено село Пустогород.